# Europees kampioenschap zeilwagenrijden 2009
Het Europees kampioenschap zeilwagenrijden 2009 was een door de Internationale Vereniging voor Zeilwagensport (FISLY) georganiseerd kampioenschap voor zeilwagenracers. De 46e editie van het Europees kampioenschap vond plaats in het Duitse Sankt Peter-Ording. 

## Uitslagen

### Heren
| klasse         | Goud             | Zilver              | Brons               |
| -------------- | ---------------- | ------------------- | ------------------- |
| Standart       | David Denut      | Waldemar Konopka    | François Garnavault |
| Klasse 2       | Ludovic Wasselin | Didier Gervais      | Henri Demuysere     |
| Klasse 3       | Olivier Imbert   | Ivan Ameele         | François Grard      |
| Klasse 5 Sport | Henri Durez      | Aurélien Morandière | Gérémy Devin        |
| Klasse 5 Promo | Victor Artus     | Augustin Descure    | Grégory Ribery      |
| Klasse 8       | John Jansen      | Malte Lutz          | Bernd Spiering      |

### Dames
| klasse         | Goud          | Zilver                | Brons            |
| -------------- | ------------- | --------------------- | ---------------- |
| Standart       | Julie Saubain | Christel-Marie Kranz  | An Samyn         |
| Klasse 3       | Hélène Cazier | Marie-Pierre David    | Michaela Schulz  |
| Klasse 5 Sport | Olivia Lys    | Jeanne Zoom           | Gitta Steinhusen |
| Klasse 5 Promo | Hélène Dodier | Morgane Auffret       | Katoo Demuysere  |
| Klasse 8       | Annika Grabb  | Carien Van der Meulen | Eva Schlenker    |

1963 ·
1964 ·
1965 ·
1966 ·
1967 ·
1968 ·
1969 ·
1970 ·
1971 ·
1972 ·
1973 ·
1974 ·
1975 ·
1976 ·
1977 ·
1978 ·
1979 ·
1980 ·
1981 ·
1982 ·
1983 ·
1984 ·
1985 ·
1986 ·
1987 ·
1988 ·
1989 ·
1990 ·
1991 ·
1992 ·
1993 ·
1994 ·
1995 ·
1996 ·
1997 ·
1998 ·
1999 ·
2000 ·
2001 ·
2002 ·
2003 ·
2004 ·
2005 ·
2006 ·
2007 ·
2009 ·
2010 ·
2011 ·
2013 ·
2015 ·
2016 ·
2017 ·
2019 ·
2020 ·